# Guillermo Cortés Díaz
Guillermo Sebastian Cortes Diaz (Calama, Región de Antofagasta, Chile, 22 de octubre de 1993) Es un futbolista Chileno, juega como centrocampista en  en el Club de Deportes Cobreloa de la Primera División de Chile.
Debuta en el profesionalismo el día 22 de agosto de 2011 ante el equipo de Deportes Antofagasta válido por el torneo Copa Chile.

## Clubes y estadísticas
| Equipo.          | Temporada | Liga local | Liga local | Copa local(1) | Copa local(1) | Competición internacional(2) | Competición internacional(2) | Total | Total |
| Equipo.          | Temporada | Part.      | Goles      | Part.         | Goles         | Part.                        | Goles                        | Part. | Goles |
| ---------------- | --------- | ---------- | ---------- | ------------- | ------------- | ---------------------------- | ---------------------------- | ----- | ----- |
| Cobreloa · Chile | 2012      | 1          | 0          | 2             | 0             | 0                            | 0                            | 3     | 0     |
| Cobreloa · Chile | Total     | 1          | 0          | 2             | 0             | 0                            | 0                            | 3     | 0     |